# Pavla Maternová
Pavla Maternová, rozená Škampová (14. prosince 1858 Praha – 19. dubna 1923 Praha) byla česká učitelka, redaktorka, překladatelka z angličtiny, ruštiny a polštiny, literární kritička a básnířka. Byla průkopnicí ženského hnutí.

## Život
Pavla Maternová studovala na učitelském ústavu v Praze. Svým studiem získala na tehdejší dobu nadprůměrné vzdělání, které vytvořilo dobrý kvalifikační základ pro její pozdější spisovatelskou i redakční činnost. Její vzdělání umožnilo psát i literární kritiky.
Podstatnou část svého působení strávila jako učitelka ve Slaném.
Její bratr Alois Škampa byl básníkem a spisovatelem. Poznala spisovatelské prostředí a nejspíše to ovlivnilo mimo jiné i její přístup k literární práci.
Ovlivnily ji snahy přítelkyně Elišky Krásnohorské a dalších žen toužících po možnosti získat vyšší vzdělání. Vznik prvního středoevropského dívčího gymnázia Minerva v Praze bylo velkým počinem. Studium na gymnáziu Minerva předcházelo vysokoškolskému studiu na univerzitě.
Pavla Maternová vyučovala na vzniklém ženském gymnáziu Minerva a měla možnost setkávat se i být ovlivňována řadou významných žen, které se podílely na ženském hnutí a angažovaly se ve společenském životě.
V Rakousku-Uhersku bylo obvyklé, že se učitelky podle tehdejších zákonů nevdávaly, ale podléhaly celibátu. Po prohrané válce Prusko–Rakouské bylo mnoho opuštěných sirotků a dívek. Proto bylo učitelství dívkám středních vrstev povoleno, aby v případě, že zůstanou osamělé, se mohly důstojně, uživit a nemusely pracovat manu8lně na podřadných místech.
Ženské listy se již od poloviny sedmdesátých let zasazovaly o zpřístupnění vysokoškolského studia ženám a tyto snahy se odrážely rovněž v rubrikách věnovaných umění. Pavla Maternová ve svém projevu nabádala ženy k četbě, nákupu knih a vzdělávání. Pořádala přednášky, věnovala se překladatelské činnosti a také soukromě vyučovala.
V roce 1883 se provdala za učitele Václava Maternu.

### Výňatek z projevu Pavly Maternové
....jak mi bylo, když v rodinách, kde jsme vyučovala, dámy, majetnice domů a závodů ode mne si dlužily lekturu. Jak mně bylo, když dáma, jež co chvíli ukazovala mi nové šaty hedvábné, dáma předplacená v divadle, choť vynikajícího hoteliéra, mně odvětila na mnou otázku, co čte: „Ano,jeden z našich číšníků mi časem donáší knihy, on má takové pěkné čtení. On je takový blázen, každý krejcar dá za knihy.“ A na můj nátlak, aby pro dcerušku, děvčátko to, jež jsem vyučovala, aspoň k svátku koupila knihu, odvětila mi: „Ale co s těmi knihami?

### Argumenty konzervativních mužů
Pro emancipační snahy žen a ženských spolků neměla vždy široká populace porozumění. Našlo se dosti mužů, na příklad František Ladislav Rieger, Alois Jirásek a další, kteří nebyli nakloněni těmto snahám žen.
- „K čemu vůbec ženám studium bude? Ty vdané pro chod domácnosti řádné učenosti nepotřebují! A svobodné? S vyšším vzděláním se pod čepec snadněji nedostanou, to spíš naopak. Chlapi přece chtějí ženy šikovné a pracovité, ne chytré!“
- „Aby muži a ženy dělali bok po boku, to je přece neslýchanost, to přinese jen mravní zkázu! Z toho přece vzejde hotová Sodoma Gomora!“
- „To je vzpoura vařeček! Začne to opuštěním sporáku a žehličky a skončí to rozpadem instituce manželství!“
Přes nesouhlas konzervativní části obyvatelstva soukromé dívčí gymnázium Minarva[zdroj?] bylo založeno. První školní den minervistek nastal 30. září 1890.
Pavla Maternová se stala dlouholetou pomocníci a učitelkou Minervy.

### Hlídačka dobrých mravů
Do hodin v Minervě docházeli někteří profesoři z chlapeckých gymnázií. (Např. Jiří Stanislav Guth Jarkovský.) Ve třídě musela být po dobu jejich vyučování tzv. hlídačka dobrých mravů, která bděla nad nevinnými dívkami, aby nebyly vydány libovůli vyučujícího muže.
Hlídačkou byla Pavla Maternová..
Mezi prvními vysokoškolsky vzdělanými ženami byla Anna Honzáková, Marie Baborová a první českou právničkou se stala Anděla Kozáková-Jírová .
Velký obdiv si vydobyla například Marie Baborová, která po zvládnutí gymnázia hovořila devíti jazyky.

### Vysokoškolské studium dívek
Zpočátku mohly dívky navštěvovat vysokou školu pouze jako hospitantky a teprve od března 1896 bylo hospitantkám povoleno řádné studium na filozofické fakultě. V říjnu 1897 bylo poprvé v historii Univerzity Karlovy osm dívek imatrikulováno.
Jako projev podpory ženskému hnutí se zúčastnilo promoce v Karolinu mnoho významných žen i osobností z veřejného života. Byla přítomna manželka mecenáše Josefa Hlávky – Zdenka Hlávková (spoluzakladatelka nadace Josefa, Marie a Zdenky Hlávkových), Josefa Náprstková, Teréza Nováková, herečka Hana Kvapilová, Jaroslav Vrchlický i pražský primátor Vladimír Srb. Z konzervativního tábora byl přítomen i František Ladislav Rieger.
Musel být změněn i obvyklý ceremoniál. Tentokrát promotor nepronesl obvyklé: „Accipe osculum, signum familiaritatis.“ (Přijmi políbení, znamení důvěrného přátelství), nýbrž použil latinskou formuli: „Te colegam collega salutat.“ (Pozdravuji tě jako kolegu). Políbit mladou dámu se neslušelo.
Blahopřání a gratulace promovaným ženám přicházely z Německa, Nizozemska, Itálie, Rakouska i Polska.

#### Porušení celibátu
V té době se předpokládalo, že žena má-li být úspěšná ve svém povolání a zcela se věnovat práci, může být pouze svobodná a bezdětná. Pavla Maternová se v roce 1883 provdala a podobně Marie Baborová, čímž bylo prolomeno obvyklé tabu. Soukromá střední škola se sice nemusela řídit zákony, které platily pro obecné a měšťanské školy v majetku obcí a měst, ale zřejmě i tak Elišce Krásnohorské opakovaná těhotenství Pavly Maternové vadila. Proto nemohla nadále jako učitelka pracovat a musela Minervu opustit. Psala pro děti, překládala cizí literaturu, přispívala od roku 1896–1921 do časopisu Ženský svět.

Spolupracovala a zastupovala Terézou Novákovou, věnovala se literární kritice, aby pomohla zvýšila úroveň literárních prací žen. Redigovala ženský almanach Češka 1907 a 1908, vydávaný Ústředním spolkem českých žen, kde byly publikovány práce žen z různých oblastí, např. z lékařství, hygieny, umění i zprávy z mnoha různých spolků, ve kterých se ženy sdružovaly a kterých bylo opravdu mnoho.

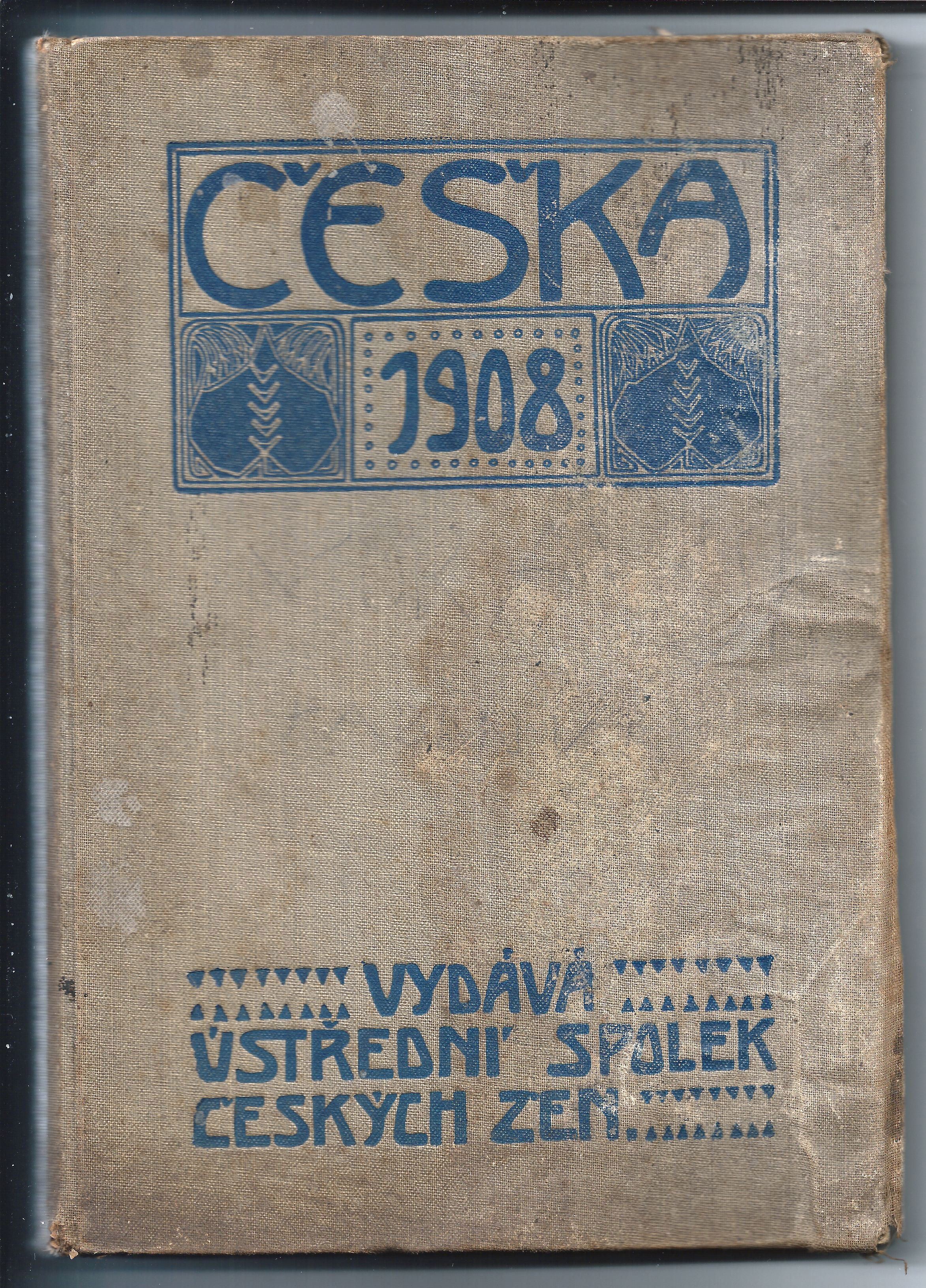
Češka 1908 - Redaktorka Pavla Maternová

### Kritika ženských děl literárních i uměleckých
Renáta Tyršová, Teréza Nováková i Pavla Maternová a další ženy se otevřeně kriticky stavěly k literárním a uměleckým dílům některých žen jejichž díla nedosahovala požadovaných kvalit. Bylo třeba povznést úroveň těchto prací. Cílem literární a umělecké kritiky bylo zvýšení kvality a úrovně děl.
„Ovšem,kdyby i dívky měly jakousi akademii malířskou, nepochybně by také práce začátečnic vypadaly zajímavě a slibně; ale bude-li vychování umělkyň u nás pokračovati tak jako letos, kdy ředitelství c.k. umělecko-průmyslové školy za souhlasu české žurnalistiky po dvouletém teprve trvání zrušilo čtvrtý ročník malířského oddělení pro dívky, vládou založený a ochotně vydržovaný nejen pro Němkyně, ale pro Pražanky vůbec; pak se arci nesmíme nadíti, že následkem takovýchto dobrodiní, spatříme na tomto poli rozkvět a pokrok.“

## Úmrtí
Pavla Maternová zemřela v Praze 19. března 1923 a její literární odkaz je uložen v Památníku národního písemnictví na Strahově. Jedná se zejména o vzdělávací literaturu a velké množství učebnic v různých jazycích. Částečně je také obsažena feministická literatura a korespondence s významnými osobnostmi např. s J. V. Sládkem. Kromě její pozůstalosti je zde uložena rovněž pozůstalost po jejím bratru Aloisi Škampovi, básníku a spisovateli.

### Ukázka básně z pozůstalosti Pavly Maternové
HOŘÍVAVAL ZÁPAD...
Hořívával západ nad modrými lesy,
dušička se za ním tiskla do nebe,
nevěděla, kde jsi, nevěděla, že jsi,
šeptala své „Ráda“ ještě pro sebe.
Šeptala je květům utrženým v stráni,
blouznila je hvězdám, tesknila jím v les,
nevěděla sama, co je milování —
snívala jen v touze, vzlet že do nebes!
Dohořela v dáli silhuetta mládí,
její čisté rysy v zlatý psané jas . . .
A jak roky divě do daleka pádí,
na tu lidskou lásku myslit musím zas.
Nevidím jí blízko, nehledám jí v dáli, .
k nebes třpytným hvězdám pohled letí něm.
Na ty vlny zírám, jak se řekou dálí
někam v cizí proudy, někam v jinou zem!
(Rukopis.)

## Dílo a překlady
- Bhagavad-Gítá. Překlad Pavla Maternová. České Budějovice: České Budějovice : Klub jogínů, 1968.
- Bhagavad-Gítá. Překlad Pavla Maternová. Klatovy: V Klatovech : Cyril M. Höschl, 1920.
- MATERNOVÁ, Pavla. České klasy / milé mládeži podává Pavla Maternová. Praha: V Praze : F. Šimáček,, 1897. České klasy
- MATERNOVÁ, Pavla. České klasy. Praha: V Praze: F. Šimáček, 1897. České klasy
- MATERNOVÁ, Pavla. České květy / útlé mládeži podává Pavla Maternová. Praha: Praha F. Šimáček,, 1897.České květy
- Češka / Kalendárium na rok 1908. Redakce Pavla Maternová; ilustrace Výtvarně uspořádala Anna Boudová. Praha: Praha : Ústř. spolek českých žen,, 1908. Češka
- MATERNOVÁ, Pavla. Knížka od Ježíška / napsala Pavla Maternová. Praha: V Praze : Nákladem Al. Hynka,, 1889.Knížka od Ježíška
- MATERNOVÁ, Pavla. Kytice přání, nápisů a proslovení : mládeži a její přátelům ku potřebě příležitostné. Praha: V Praze : F. Šimáček,, 1897.Kytice přání, nápisů a proslovení, mládeži a její přátelům ku potřebě příležitostné
- MATERNOVÁ, Pavla. Mladé štěstí / českým dětem napsala Pavla Maternová ; ilustroval Viktor Oliva. Praha: V Praze : F. Topič,, mezi 1900–1932. Mladé štěstí
- MATERNOVÁ, Pavla. Na nábřeží : Kroužek maleb a slok : [Básně]. Praha: Praha : Bursík a Kohout,, 1897.Na nábřeží, kroužek maleb a slok
- KONOPNICKA, Marie. Naše ryzka. Překlad Pavla Maternová. Praha: V Praze : A. Hynek,, 1912.Naše ryzka
- KONOPNICKA, Maria. Novely Maryje Konopnické. Překlad Pavla Maternová. Praha: V Praze : Tiskem a nákladem J. Otty,, 1898. Novely Maryje Konopické Památník výstavy práce ženy polské v Praze 1912 /z příspěvků spisovatelek polských sestavila a jazykem českým podala Pavla Maternová. Překlad Pavla Maternová. Praha: Praha : Ústřední spolek českých žen,, 1912. Památník výstavy práce ženy polské v Praze 1912